# ボニファティウス8世 (ローマ教皇)
ボニファティウス8世（Bonifatius VIII, 1235年頃 - 1303年10月11日）は、13世紀から14世紀にかけてのローマ教皇（在位：1294年 - 1303年）。フランス国王フィリップ4世およびコロンナ家と争い、最晩年に起こったアナーニ事件の直後に「憤死」した。学術・文化の保護者としても知られる。

## 生涯

### 教皇登位まで
ローマ市の南東にあるアナーニ（ラツィオ州フロジノーネ県）の名門（貴族階級）出身で、本名はベネデット・カエターニ（Benedetto Caetani）である。歴代教皇の別荘があるスポレート（ウンブリア州ペルージャ県）などで教会法などを学び、パリやローマで聖堂参事会の会員となり、1276年にローマ教皇庁入りを果たした。枢機卿に昇進したのち、教皇特使としてイタリア半島各地やフランスなどを往復し、各界に多くの知遇を得た。
第192代ローマ教皇のケレスティヌス5世は有徳の人であったが、「教皇の器にあらず」と在位数か月にして自ら退位を希望し、教会法に詳しい教皇官房のカエターニ枢機卿に相談した。ケレスティヌス5世は、夜な夜な聞こえる「ただちに教皇職を辞し、隠者の生活に戻れ」という声に悩まされた末にカエターニ枢機卿に相談したのであるが、実は、部下に教皇の寝室まで伝声管を引かせて毎夜ささやき、教皇を不眠症と神経衰弱に追い込んだ張本人はカエターニ自身であったといわれている。カエターニ枢機卿は教会法に基づいた辞任の方法を教皇に助言し、ここに存命のまま教皇が退任するという異例の事態が発生した。ケレスティヌス退任後、ただちに再びコンクラーヴェ（教皇選挙会議）がひらかれ、グレゴリウス10世の定めた手続きにしたがって後継者が選ばれることとなって、その結果カエターニ枢機卿がボニファティウス8世としてローマ教皇に選出された。
前任のケレスティヌス5世は、その就任時にナポリ国王カルロ2世に身をゆだね、彼が望む人物を役職につけ、ローマではなくナポリに住むことにまで同意していた。しかし、ボニファティウス8世が就任した当時のローマは繁栄期を迎えていた。

### 治世
ボニファティウス8世が教皇となって最初にしたことは、ナポリ国王カルロ2世が送り込んだ人物を罷免することと、教皇宮をナポリからローマに移すことであった。ボニファティウスは、先代のようにカルロ2世を前面にたてることはしなかったが、登位後7年にわたってシチリア島の奪回に意を注いだ。カルロ2世は、称号こそ「シチリア国王」の名乗りを許されていたが、シチリアの支配権は失っており、事実上の統治者はアラゴン国王ハイメ2世であった。

#### コロンナ家との対立
ローマを本拠にしていたイタリア有数の貴族コロンナ家が新教皇ボニファティウス8世に反感をいだいたのは、当初ボニファティウスの傲慢さが原因だったともいわれるが、アラゴン派に属していた彼らは教皇のシチリア政策にも反対していた。そこで、前教皇退位の経緯に着目し、退位の合法性に疑問を呈した。もしも、この退任が教会法に違背しているならば、新教皇の正統性が揺らぐこととなる。ボニファティウス8世はこれに対し、自らの保身のため前教皇をローマ南東36キロメートルのフモーネ城の牢獄に幽閉した。
1297年、コロンナ家はアナーニからローマへ移送中の教皇の個人財産を強奪するという実力行使に出た。その品はのちに返却されたが、コロンナ家はその後も「ボニファティウス8世は真の教皇にあらず」との声明文を発し続けたため、教皇はコロンナ当主とその一族を破門とする命令を発し、一族討伐のための「十字軍」を招集した。1298年、コロンナ家は教皇軍に屈したものの、その年のうちに反乱を起こし、やがてフランスへと逃亡した。

#### フランス王との対立
1294年、フランス国王フィリップ4世（端麗王）はガスコーニュやフランドルをめぐってイングランド国王エドワード1世に対して戦争を開始したが、長期化したこの戦争で必要となった膨大な戦費を調達するため、フランスではじめて全国的課税を実施し、税は教会にも課せられた。しかし、戦費調達のための教会課税は教皇至上主義を掲げるボニファティウス8世にとって承知できないことであった。敬虔なキリスト教徒の国フランスは教皇庁にとって収入源として重要な地位を占めていたため、教会課税は教皇にとって大きな痛手となったのである。
ボニファティウス8世は、聖職者への課税を禁止する勅書を発行した。しかし、このときの対立はボニファティウスがフィリップ4世の祖父ルイ9世（聖王）を列聖したことで、それ以上の事態には発展しなかった。

#### 聖年祭とローマの繁栄

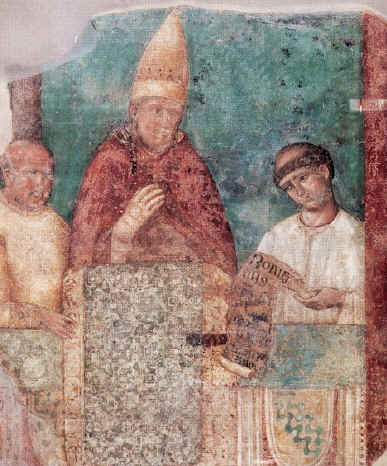
サン・ジョバンニ・イン・ラテラノ大聖堂で聖年を宣言するボニファティウス8世（ジョット画、1300年）

ボニファティウス8世は1300年を「聖年」に定めて盛大な祭典（聖年祭）を挙行し、ヨーロッパの全聖職者のローマ巡礼を強制して死後の天国行きを確約した。聖年を定めたのはボニオファティウス8世が最初であり、それ以前には聖年を祝うことはなかった。ローマには多くの巡礼者が集まり、フランス王フィリップの教会課税で苦境に陥ったローマ教会の財政は潤いを取り戻した。ジョット・ディ・ボンドーネをはじめとする芸術家がローマに集まり、サン・ピエトロ大聖堂やサン・ジョバンニ・イン・ラテラノ大聖堂などが改修された。彼は、彫刻家や画家たちに自分の像を多数つくらせている。ボニファティウスはまた、聖職者の養成を企図し、1303年にはローマ・ラ・サピエンツァ大学を設立した。

#### フィレンツェへの介入とダンテ
一方でボニファティウス8世は、フィレンツェの支配を企図して教皇派の内紛（黒派対白派）を扇動した。フィレンツェでは富裕な市民が白派を支持、古い封建領主が黒派を支持し、両者は互いに対立していた。白派はプリオラートと称される最高行政機関をつくって3名の頭領（プリオリ）を選んだが、ダンテ・アリギエーリはその1人に選出されている。教皇がフィレンツェに圧力をかけたことにより、黒派はその権勢の恩恵にあずかろうとした。
さらに教皇庁はフィレンツェに対し、教皇に奉仕する100人の騎兵を出せと命令した。ダンテはこれを拒否する書簡をローマに送ったが、教皇庁が応じないため、1301年、ダンテはフィレンツェ使節の1人として教皇に会ったが、帰途シエーナに滞在中、永久追放の判決を受け、亡命生活を余儀なくされた。ダンテの代表作『神曲』第1部（「地獄篇」）では、ボニファティウス8世は地獄に堕ちた教皇として逆さまに生き埋めにされ、燃やされる姿が描かれている。

#### フランシスコ会との関係
13世紀前葉、清貧をモットーにアッシジのフランチェスコによって創設された托鉢修道会のフランシスコ会は、13世紀中葉まで歴代教皇の恩顧によって司牧活動における諸々の特典を認められており、それが各地の司教の反発を招いていた。1279年に教皇ニコラウス3世が「エクジイト・クィ・セミナート」でフランシスコ会の司牧特典を擁護したことをめぐって激しい論争が巻き起こったが、これが問題となったのは、この時期の貨幣経済の進展が著しく、司教たちが秘蹟の授与など司牧活動に収入源を大きく依存せざるを得なくなってきたという社会の変化と、フランシスコ会への特典がすべて教皇の個人的な恩顧によるものであり、教会法の中で規定を設けない状態のままになっていたという法的不備の問題が背景にあった。そこで、ボニファティウス8世はこの問題を決着させるべく、1300年に教皇勅書「スーペル・カテドラム」を発布して聴罪や葬儀に関わる限定的な一部の規定以外の特典を廃止する決定を下した。
また、フィオーレのヨアキムの著作の影響がフランシスコ会にもおよび、1255年にフランシスコ会修道士のボルゴ・サン・ドンニーノのゼラルドによってヨアキム主義的な『永遠の福音入門』が出版されると、その反響は大きく、教皇アレクサンデル4世はヨアキム主義を否定したが、13世紀後半には、北イタリアから南フランスにかけての地域で、ヨアキム主義の影響を受けたフランシスコ会の少数派が清貧の厳格な実践を唱えるようになった（スピリトゥアル主義）。北イタリアのスピリトゥアル主義（心霊派、厳格派）は、1280年以降フランシスコ会内部でも弾圧されたが、教皇ケレスティヌス5世はこれに同情的で「教皇ケレスティヌスの貧しき隠遁者」として分離が赦された。しかしボニファティウス8世は、これを弾劾している。

#### アナーニ事件

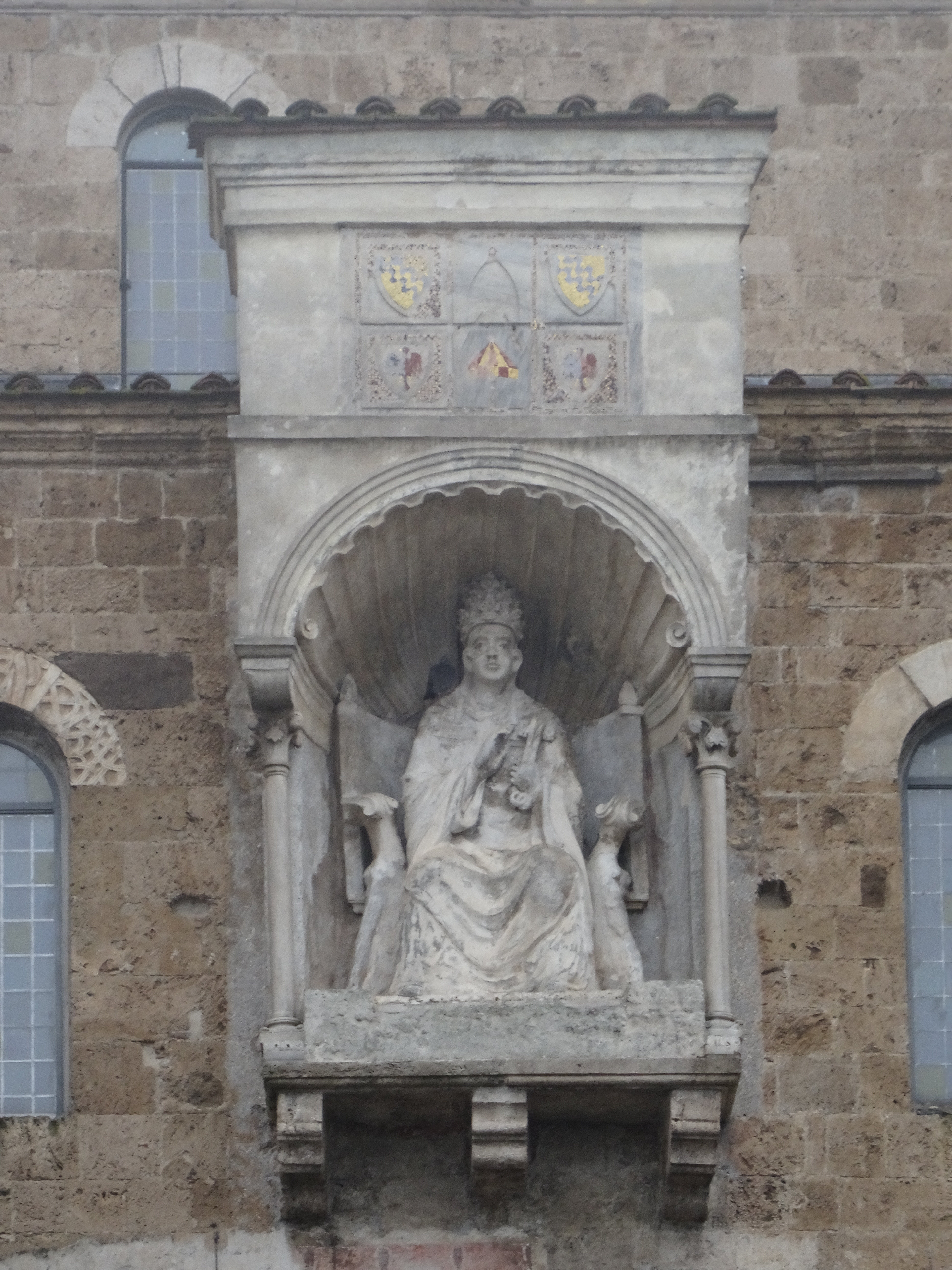
アナーニ聖堂のボニファティウス8世像

1301年、フランス王フィリップ4世は再びフランス国内の教会に王権を発動し、教会課税を推しすすめようとしたが、この問題について、ボニファティウス8世は1302年に「ウナム・サンクタム（唯一聖なる）」という教皇回勅を発して、教皇の権威は他のあらゆる地上の権力に優越し、教皇に服従しない者は救済されないと宣した。「ウナム・サンクタム」は、教皇の首位権について述べた最も明快かつ力強い声明文であり、歴代教皇が政敵から身を守る際の切り札として利用された。さらにボニファティウスは、「聴け最愛の子ら」という回勅を発してフィリップ4世に対し教皇の命にしたがうよう促した。
1302年、フィリップ4世は国内の支持を得るために聖職者・貴族・市民の3身分からなる「三部会」と呼ばれる議会をパリのノートルダム大聖堂に設け、フランスの国益を宣伝して支持を求めた。人びとのフランス人意識は高まり、フィリップ4世は汎ヨーロッパ的な価値観を強要する教皇に対して国内世論を味方につけた。ボニファティウス8世は怒ってフィリップを破門にしたが、フィリップの側も悪徳教皇弾劾の公会議を開くよう求めて両者は決裂した。このとき、教皇とフランス王の和解に反対し、フィリップ4世に対し、教皇と徹底的に戦うべきことを進言したのが、「レジスト」と称された世俗法曹家出身のギヨーム・ド・ノガレであった。
フィリップ4世は、腹心のレジスト（法曹官僚）ギヨーム・ド・ノガレに命じ教皇の捕縛を計った。ノガレの両親はかつて異端審問裁判で火刑に処せられていたため、ローマ教皇庁に対する復讐に燃えていた。一方、教皇の政敵で財産没収と国外追放の刑を受けていたコロンナ家は、フィリップ4世にかくまわれていた。ノガレは、コロンナ家がフランスの法廷で証言した各種の情報をもとに、教皇の失点を列記した一覧表を作成し、これを公表した。

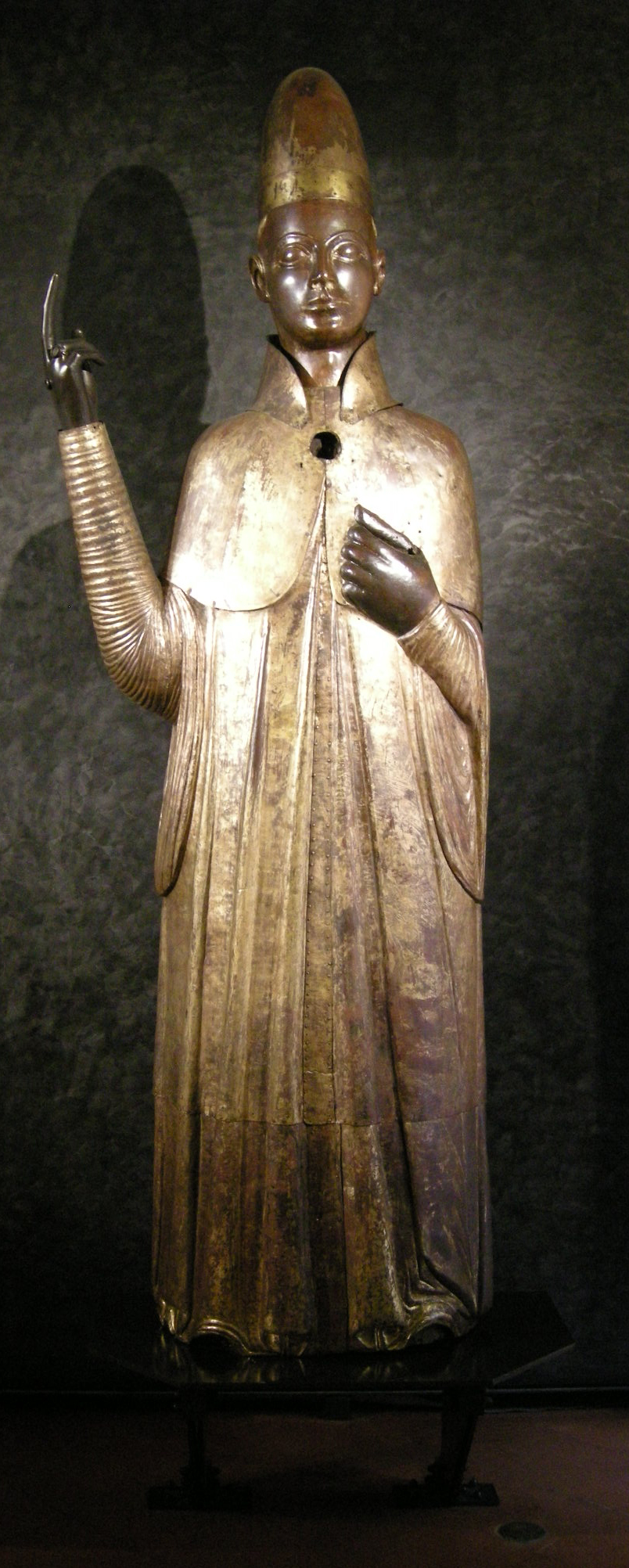
1668年に制作されたボニファティウス8世の像

1303年9月、ノガレはコロンナ家の一族と結託して、教皇が教皇離宮のあるアナーニに滞在中、同地を襲撃した（アナーニ事件）。
ギヨーム・ド・ノガレとシアッラ・コロンナは、教皇御座所に侵入し、ボニファティウス8世を「異端者」と面罵して退位を迫り、弾劾の公会議に出席するよう求めた。教皇が「余の首を持っていけ」と言い放ってこれを拒否すると、2人は彼の顔を殴り、教皇の三重冠と祭服を奪った。これについては両者の思惑が異なり、シアッラは教皇を亡き者にしようと考えていたが、ノガレは逃れられないよう教皇をつかまえてフランスに連行して会議に出させ、いずれは退任させる腹づもりであった。2人は激しい言い争いになり、それが翌日まで続いたが、そうしている間にローマから駆けつけた教皇の手兵によりボニファティウス8世は救出された。教皇の監禁は3日間にわたり、ナポリ国王カルロ2世とシチリア国王フェデリーコ2世が教皇に対して暴力が振るわれていることを聞きつけて、その救出のための準備をしていたという。ボニファティウス8世は民衆の安堵と大歓声に迎えられてローマへの帰還を果たしたが、辱められた彼はこの事件に動揺し、同年10月11日、急逝した。高齢と長年の不摂生で腎臓を患っていたのが死因であるとされているが、人びとはこれを「憤死」と表現した。
この事件ののち、教皇庁に対するフランスの圧迫が強まり、やがてアヴィニョン捕囚を迎える（「教皇のバビロン捕囚」）。

## 人物評価

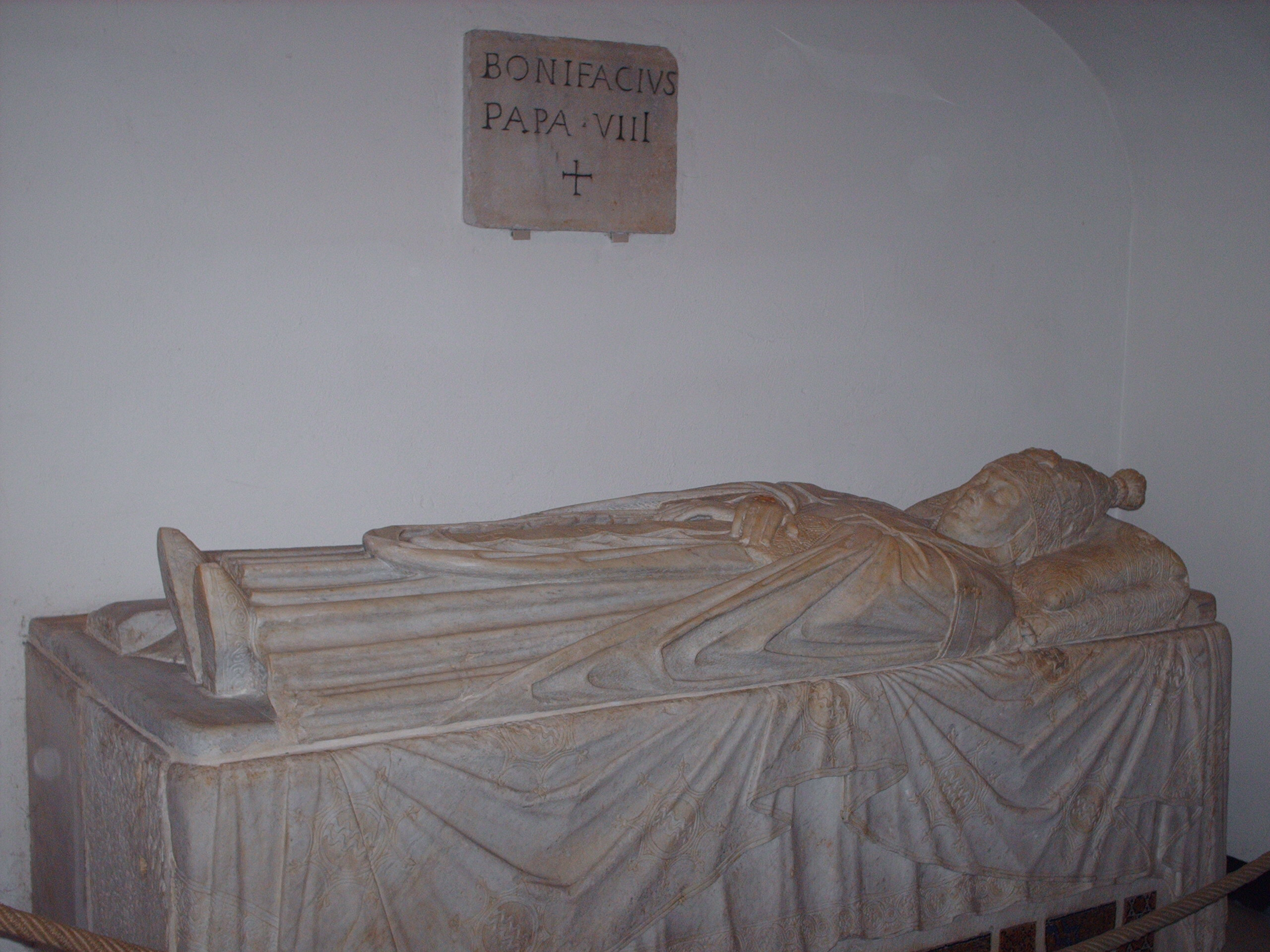
ボニファティウス8世の石棺（ヴァチカン）

同時代のフィレンツェの政治家ディーノ・コンパーニによる年代記には「この法王は猛烈果断な気性と卓越せる才能を持ち、自我流に教会を導き、自説に同意しない者を斥けた」と記されている。
ボニファティウスはまた、聖職にある身としてはめずらしいほどの現実主義者であり、また「最後の審判」は存在しないと信じていた。敬虔な人から悩みを打ち明けられても、「イエス・キリストはわれらと同じただの人間である」と述べ、「自分の身さえ救うことのできなかった男が他人のために何をしてくれようか」と公言してはばからなかったともいわれている。
ボニファティウス8世は、何ごとによらず華美を好み、美食家で、宝石でかざったきらびやかな衣服を身にまとい、金や銀などの宝飾品を常に着用していた。賭博も好み、教皇庁はまるでカジノのようであったという。性的には精力絶倫で、あやしげな男女が毎晩のように教皇の寝所に出入りしたともいわれている。
政治的に対立したフィレンツェのダンテ・アリギエーリからは、上述のように、主著『神曲』のなかで「地獄に堕ちた教皇」として魔王のルシフェルよりも不吉な影をもって描かれた。
その一方でボニファティウス8世は学問の造詣深く、ヴァチカンの公文書保管庫を改造して蔵書の目録をつくらせ、上述のようにローマ大学を創設し、ジョットら画家や彫刻家のパトロンとなって文化・芸術の保護者となった。以上、さまざまな点でルネサンス時代およびルネサンス教皇を先取りするかのような印象がもたれる教皇である。

## 文学作品
- 堀田善衛『ある法王の生涯』（<『聖者の行進』筑摩書房、1986年11月。ISBN 4480802622> 所収）